# Вододіл

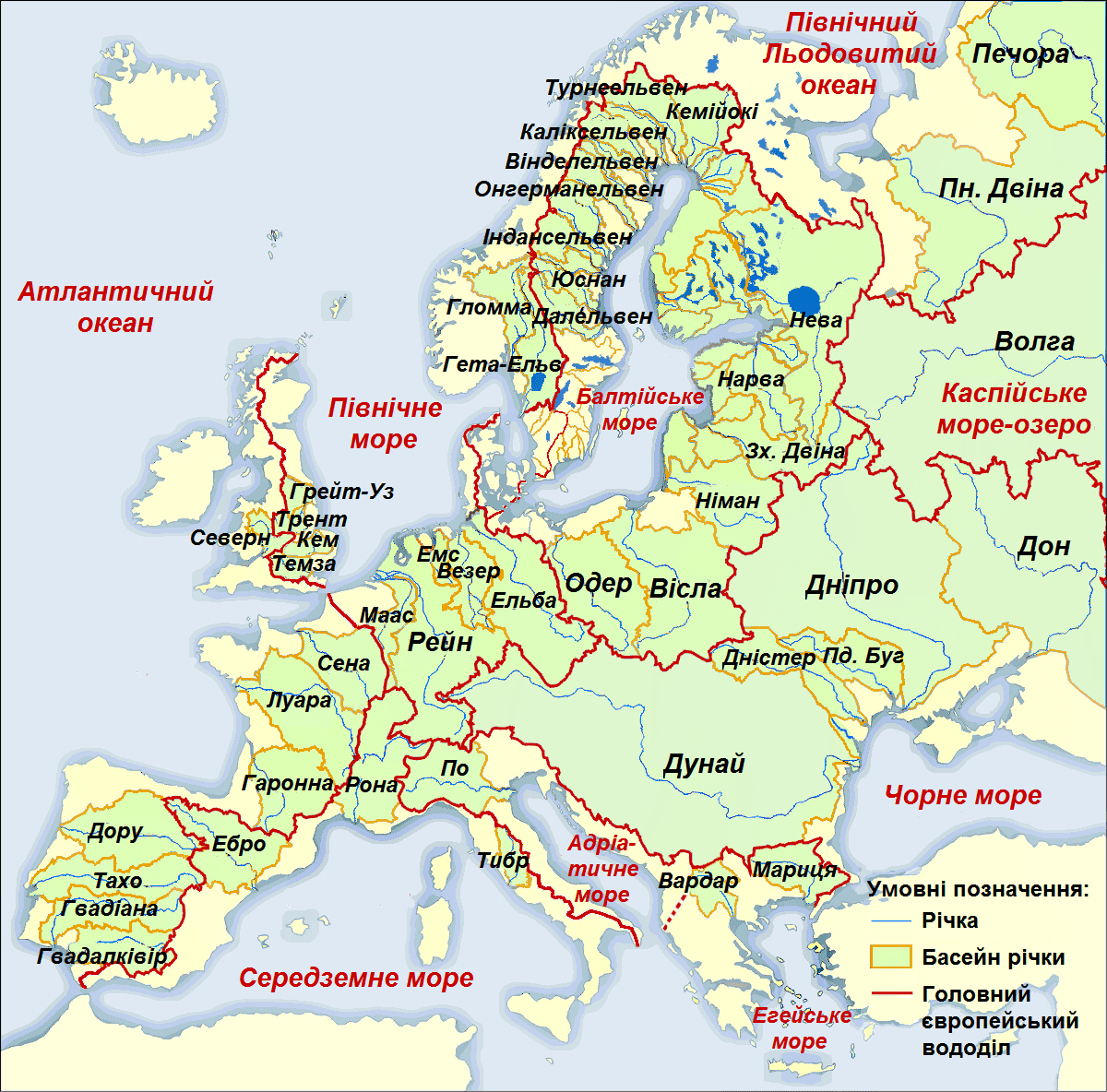
Континентальний вододіл в Європі

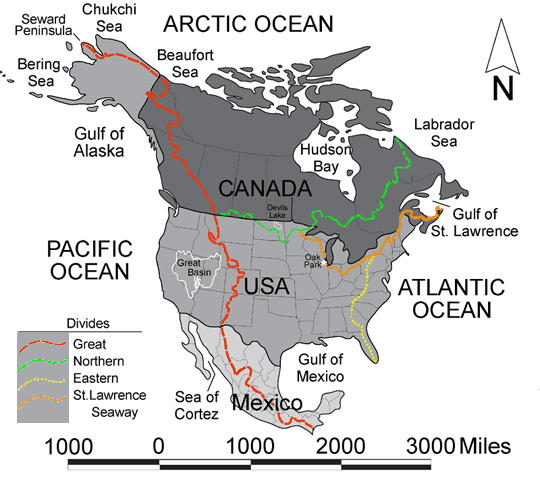
Континентальний вододіл у Північній Америці

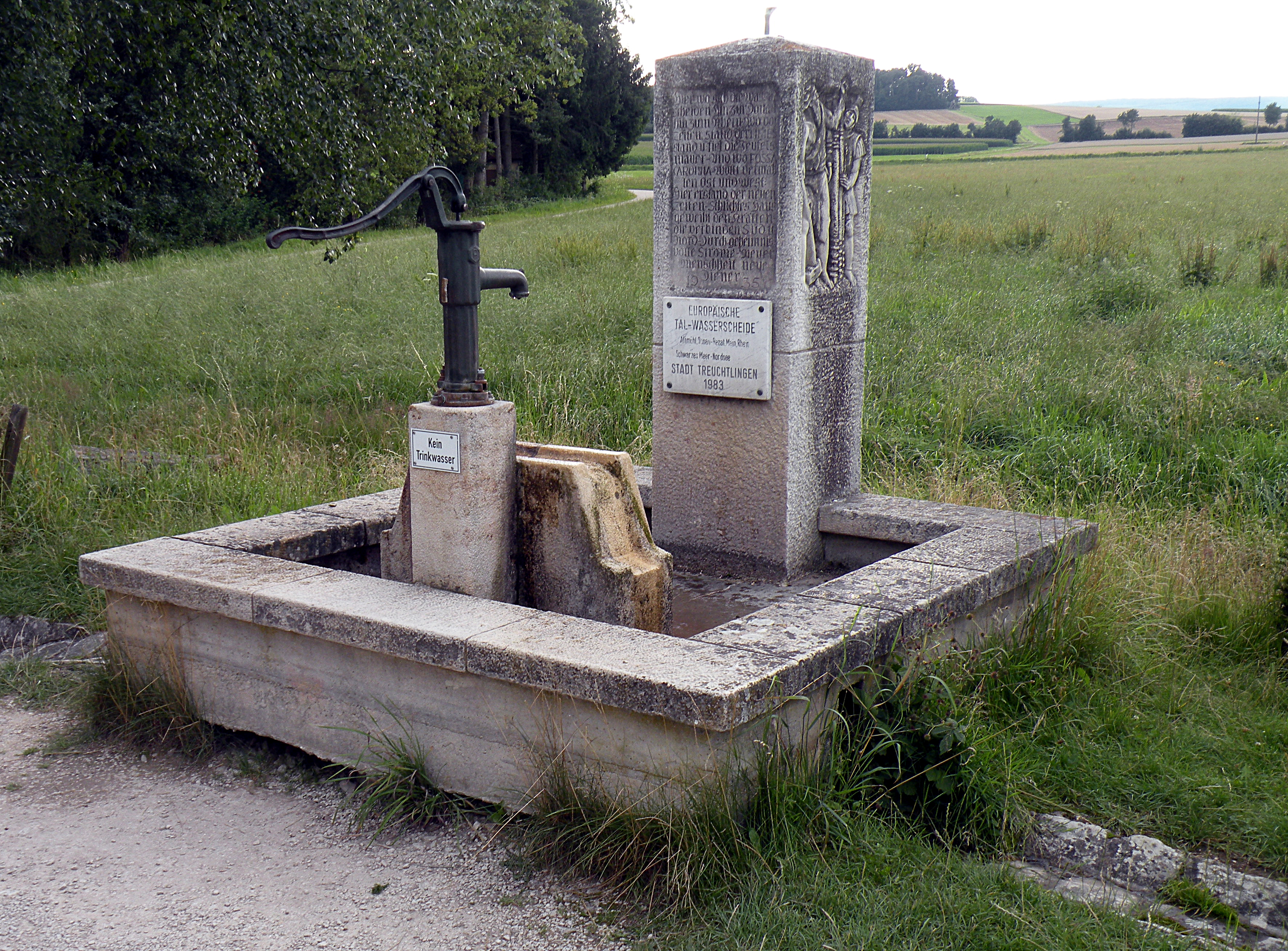
Колодязь і монумент на Європейському вододілі біля Карлсграбена (Німеччина)

Вододі́л — лінія, межа, що розділяє басейни суміжних водойм (річок, озер та інше) або скупчень підземних вод. Зазвичай вододіли проходять по гірських хребтах або через найвищі точки певної місцевості.
Розрізняють: головний вододіл — між сусідніми річковими системами; боковий вододіл — між притоками однієї річки (або іншої водойми).
За типами збираних вод розрізняють поверхневий та підземний вододіли.
Головна вододільна лінія материка утворює континентальний вододіл (головний вододіл), що поділяє басейни стоку різних океанів. Наприклад, Великий континентальний вододіл у Північній Америці проходить по Скелястих горах з півночі на південь. По один його бік річки течуть у західному напрямку до Тихого океану, а по інший — на північний схід до Північного Льодовитого океану, на схід до Атлантичного океану або на південний схід до Мексиканської затоки.
Лінію, що розмежовує басейн тихоокеанського схилу (річок, що впадають в Тихий та Індійський океани) і атлантичного схилу (річок, що впадають в Атлантичний і Північний Льодовитий океани), називають головним вододілом Землі.
Територію України лінія вододілу розмежовує на північний та південний схили. Річки південного схилу (Дунай, Дніпро, Південний Буг, Сіверський Дінець) належать до басейнів Чорного та Азовського морів. Річки північного схилу (басейн Вісли) — до басейну Балтійського моря; басейни цих річок (Сян, Західний Буг) становлять лише 4 % площі України.